# Вартанян, Эдуард Даниелович
Эдуард Даниелович Вартанян (арм. Էդուարդ Դանիելի Վարդանյան, род. 11 июня 1991, Ереван) — российский боец смешанных боевых искусств. Первый в истории ACA временный чемпион в лёгком весе. Победитель Гран-при АСА в легком весе 2023 года. Входит в десятку лучших российских бойцов смешанного стиля вне зависимости от весовой категории. Осенью 2023 года отказался от самого большого контракта в истории российских смешанных единоборств ради мечты драться в UFC.
Автор и ведущий подкаста о смешанных единоборствах "Fight Show".

## Биография
Эдуард Вартанян родился 11 июня 1991 года в Ереване в семье отца-армянина и русской матери. Вскоре после рождения Эдуарда его семья переезжает  в Москву. Проходил военную службу в городе Ярославль в войсках противовоздушной обороны. Получил образование по специальности «инженер по информационной безопасности».
Непродолжительное время жил и тренировался в Бразилии, где победил местного чемпиона в категории 77 килограммов. Там же начал изучать португальский язык.
Автор и ведущий подкаста о смешанных единоборствах "Fight Show", который ведет совместно с Арменом Гуляном.

## Спортивная карьера
Эдуард начал заниматься спортом в 17 лет, записавшись на секцию по боевому самбо. Вскоре, в 2008 году, выиграл чемпионат Москвы. Также Эдуард занимался тайским боксом, выигрывал чемпионат Москвы и становился призёром чемпионата России в 2009 году.
Первый профессиональный бой в смешанных единоборствах Эдуард провёл в 2012 году досрочно победив соперника. Вторым профессиональным боем для него стал поединок против Александра Михайлова на турнире «VMAU — Headhunting», где он одержал победу болевым приёмом на руку. Третий бой Эдуард провёл с Сергеем Хандожко на бойцовском шоу «Легенда 1», победив его техническим нокаутом во втором раунде. Далее он выигрывает техническим нокаутом бразильца Андре де Жезуса в Рио-де-Жанейро в первом раунде на «IMMAF 2013». На турнире «Легенда 2» побеждает француза Флорана Беторангаля единогласным решением судей. На турнире «Колизей» одерживает победу над Беньямином Бринза, далее выигрывает болевым приёмом Виктора Чернецкого на бойцовском шоу «Гладиатор» и побеждает Сергея Фалея на том же турнире «Колизей».
В 2014 году выиграл Кубок мира по боевому самбо в категории до 74 кг, одолев в финале Али Багова техническим нокаутом, тем самым став мастером спорта международного класса по боевому самбо и чемпионом мира.
Победив досрочно в еще несколькиз боях, Эдуард перешёл в лигу ACB.

#### Absolute Championship Berkut / Absolute Championship Akhmat
21 марта 2015 года Эдуард дебютировал в ACB (сегодня ACA), победив Джамала Магомедова на турнире «ACB 15» в Нальчике. Летом того же года победил Амирхана Адаева техническим нокаутом на «ACB 20» в Сочи. В октябре снова встретился с Али Баговым на «ACB 22», но на этот раз потерпел своё первое поражение в профессиональной карьере. Следующий бой Эдуард провёл в декабре 2015 года в рамках «ACB 27» в Душанбе против Магомедрасула Хасбулаева, победив его единогласным решением судей.
Весной 2016 года проигрывает второй бой в карьере Абдул-Азизу Абдулвахабову техническим нокаутом на «ACB 32». В июле 2016 года техническим нокаутом выигрывает Марсио Брено Родригеса Брага на «ACB 41» в Сочи. Уже осенью того же года побеждает Александра Шаблия  на «ACB 49» в Ростове.
15 апреля 2017 года на «ACB 57» побеждает Александра Сарнавского удушающим приёмом сзади в третьем раунде.
В поединке с Андреем Кошкиным, состоявшемся 30 сентября 2017 года на турнире «ACB 71» в Москве, одержал победу и стал первым в истории промоушена временным чемпионом в лёгком весе и претендентом на чемпионский пояс.
В декабре 2017 года, Эдуарду предстояло встретиться с Абдул-Азизом Абдулвахабовым в титульном пятираундовом бою за пояс ACB в лёгком весе в рамках «ACB 77». Бой продлился все 5 раундов и стал одним из красивейших поединков года в России. Абулвахабов забрал первый и последние раунды, в остальны отрезках боя Вартанян выглядел намного более убедительным. Однако, раздельным решением судей после необычно долгого обсуждения победителем был признан Абулвахабов. Судейское решение вызвало много споров и еще долго обсуждалось. Некоторые комментаторы прямо говорили, что победу и титул чемпиона у Вартаняна украли.
В ноябре 2018 года на турнире «ACB 90» побеждает Устармагомеда Гаджидаудова в красочном противостоянии. А в апреле 2019 года на «ACA 95» побеждает американца Джошуа Авелеса. 
Последний по контракту бой в промоушене ACA Эдуард Вартанян провёл в сентябре 2020 года, победив Мухамеда Кокова единогласным решением судей в соглавном бою вечера в Москве. Однако результат поединка вызвал скандал когда основатель лиги ACA Майрбек Хасиев заявил о намерении признать бой несостоявшимся, не согласившись с решением судей.. Однако специально созванная Атлетическая комиссия ACA признала бой состоявшимся и оставила в силе решение судей.
После карьеры в ACA Вартанян планировал продолжить карьеру UFC, но из-за коронавирусных ограничений и визовых проблем ему пришлось продолжить карьеру в России, в молодом промоушене Open FC. Его дебютный бой состоялся 28 мая 2021 года в Москве в главном бою турнира Open Fighting Championship 4 против бразильского бойца Мичела Сильвы. Бой продлился все 3 раунда, в каждом раунде Вартанян методично переводил оппонента в партнер и пытался завладеть преимуществом. В итоге судьи единогласно отдали победу Вартаняну.

### Гран-при АСА в легком весе
В 2022 году было анонсировано Гран-при АСА в легком весе с призовым фондом в 1 миллион долларов. Эдуард Вартанян стартовал в четвертьфинале турнира досрочной победой над Алейном Илунгой из Южной Африки.  В полуфинале Эдуард встречался с Юсуфом Раисовым. Этот поединок закончился остановкой врача после второго раунда, так как Раисов не мог продолжать бой из-за причинённого ему урона, в частности от ударов локтями. Однако, Эдуард отказался признавать победу и призвал президента организации отменить результат и позволить соперникам провести реванш. На что Раисов моментально признал поражение. Этот бой стал самым просматриваемым за всю истории лиги.
В финале соперником Эдуарда стал Артем Резников, спортсмен, представляющий Казахстан. Весь бой проходил при подавляющем доминировании Эдуарда, которому удалось нивелировать борьбу Резникова. Бой закончился победой Вартаняна в третьем раунде в результате технического нокаута. В своей победной речи, Эдуард также обратился к президенту лиги с просьбой выплатить сопернику причитавшийся ему бонус в 10 000 долларов. Этот бой стал вторым по просмотрам за всю истории лиги уступив только бою Эдуарда в фолуфинале Гран-при и был признан боем вечера.

## Титулы и достижения

### Смешанные единоборства
- Absolute Championship Akhmat
  - Временный чемпион ACB в лёгком весе (один раз)
  - Чемпион Гран-при ACA в лёгком весе (один раз).
  - Обладатель премии «Выступление вечера» (один раз) против Артёма Резникова.
- Imbituba MMA Fight
  - Чемпион IMMAF в полулёгком весе (один раз)

- VMAU Headhunting
  - Чемпион VMAU в лёгком весе (один раз)[15]

### Самбо
- Чемпионат Москвы по боевому самбо
  - 2008 Чемпион Москвы по боевому самбо
- Кубок мира по боевому самбо
  - 2014 Обладатель Кубка мира по боевому самбо (74 кг)

### Тайский бокс
- Чемпионат Москвы по тайскому боксу
  - 2009 Чемпион Москвы по тайскому боксу

- Чемпионат России по тайскому боксу
  - 2009 Призёр чемпионата России по тайскому боксу

## Статистика в профессиональном ММА
| Боёв 29  | Побед 25 | Поражений 4 |
| -------- | -------- | ----------- |
| Нокаутом | 8        | 1           |
| Сдачей   | 5        | 2           |
| Решением | 11       | 1           |
| Другие   | 1        | 0           |

| Результат | Рекорд | Соперник                    | Способ                                        | Турнир                                       | Дата             | Раунд | Время | Место                    | Примечание                                                   |
| --------- | ------ | --------------------------- | --------------------------------------------- | -------------------------------------------- | ---------------- | ----- | ----- | ------------------------ | ------------------------------------------------------------ |
| Победа    | 26-4   | Александр Грозин            | Единогласное решение                          | Наше дело 85: Вартанян — Грозин              | 23 августа 2024  | 3     | 5:00  | Санкт-Петербург, Россия  |                                                              |
| Победа    | 25-4   | Артём Резников              | Технический нокаут (удары)                    | ACA 159: Вартанян — Резников                 | 16 июня 2023     | 3     | 4:32  | Сочи, Россия             | Финал Гран-при ACA в лёгком весе. «Выступление вечера».      |
| Победа    | 24-4   | Юсуф Раисов                 | Технический нокаут (остановка врачом)         | ACA 147: Вартанян — Раисов                   | 4 ноября 2022    | 2     | 5:00  | Москва, Россия           | Полуфинал Гран-при ACA в лёгком весе.                        |
| Победа    | 23-4   | Алейн Илунга                | Удушающий приём (гильотина)                   | ACA 139: Вартанян — Илунга                   | 21 мая 2022      | 3     | 3:02  | Москва, Россия           | Четвертьфинал Гран-при ACA в лёгком весе.                    |
| Победа    | 22-4   | Раймундо Батиста            | Технический нокаут (остановка углом)          | Open FC 10: Вартанян — Батиста               | 12 сентября 2021 | 1     | 5:00  | Москва, Россия           |                                                              |
| Победа    | 21-4   | Мичел Сильва                | Единогласное решение                          | Open FC 4                                    | 22 мая 2021      | 3     | 5:00  | Москва, Россия           |                                                              |
| Победа    | 20-4   | Мухамед Коков               | Единогласное решение                          | ACA 110 Moscow                               | 5 сентября 2020  | 3     | 5:00  | Москва, Россия           |                                                              |
| Победа    | 19-4   | Джошуа Авелес               | Единогласное решение                          | ACA 95 Moscow                                | 27 апреля 2019   | 3     | 5:00  | Москва, Россия           |                                                              |
| Победа    | 18-4   | Устармагомед Гаджидаудов    | Единогласное решение                          | ACB 90 Moscow                                | 10 ноября 2018   | 3     | 5:00  | Москва, Россия           |                                                              |
| Поражение | 17-4   | Абдул-Азиз Абдулвахабов     | Раздельное решение                            | ACB 77 Moscow                                | 23 декабря 2017  | 5     | 5:00  | Москва, Россия           | Утратил титул временного чемпиона ACB в лёгком весе.         |
| Победа    | 17-3   | Андрей Кошкин               | Единогласное решение                          | ACB 71 Moscow                                | 30 сентября 2017 | 5     | 5:00  | Москва, Россия           | Стал первым в истории ACB временным чемпионом в лёгком весе. |
| Победа    | 16-3   | Александр Сарнавский        | Удушающий приём (удушение сзади)              | ACB 57 Yan vs. Magomedov                     | 15 апреля 2017   | 3     | 4:47  | Москва, Россия           |                                                              |
| Победа    | 15-3   | Александр Шаблий            | Раздельное решение                            | ACB 49 Rostov Onslaught                      | 26 ноября 2016   | 3     | 5:00  | Ростов, Россия           |                                                              |
| Победа    | 14-3   | Марсио Брено Родригес Брага | Технический нокаут (удар коленом и добивание) | ACB 41 Path to Triumph                       | 15 июля 2016     | 3     | 0:22  | Сочи, Россия             |                                                              |
| Поражение | 13-3   | Абдул-Азиз Абдулвахабов     | Технический нокаут (удары руками)             | Финал ACB 32 — Battle of Lions               | 26 марта 2016    | 2     | 1:37  | Москва, Россия           |                                                              |
| Победа    | 13-2   | Магомедрасул Хасбулаев      | Единогласное решение                          | Гран-При АСВ 27                              | 22 декабря 2015  | 3     | 5:00  | Душанбе, Таджикистан     |                                                              |
| Поражение | 12-2   | Али Багов                   | Удушающий приём (удушение сзади)              | АСВ 22                                       | 12 октября 2015  | 1     | 1:16  | Санкт-Петербург, Россия  | Финал Гран-при ACB в лёгком весе.                            |
| Победа    | 12-1   | Амирхан Адаев               | Технический нокаут (удары руками)             | ACB 20 — Sochi                               | 14 июня 2015     | 3     | 3:47  | Сочи, Россия             | Полуфинал Гран-при ACB в лёгком весе.                        |
| Победа    | 11-1   | Джамал Магомедов            | Единогласное решение                          | Absolute Championship Berkut 15              | 21 марта 2015    | 3     | 5:00  | Нальчик, Россия          | Дебют в ACB. Четвертьфинал Гран-при ACB в лёгком весе.       |
| Победа    | 10-1   | Анатолий Ангеловский        | Болевой приём (рычаг локтя)                   | Tech-KREP «Битва Героев»                     | 12 декабря 2014  | 1     | 1:59  | Санкт-Петербург, Россия  |                                                              |
| Победа    | 9-1    | Артём Спичак                | Технический нокаут (удары руками)             | «Наследие Спарты»                            | 14 сентября 2014 | 1     | 2:09  | Зеленоград, Россия       |                                                              |
| Победа    | 8-1    | Сергей Фалей                | Решением большинства                          | «Колизей» — «Новая История 3» СК «Юбилейный» | 29 мая 2014      | 3     | 5:00  | Санкт-Петербург, Россия  |                                                              |
| Победа    | 7-1    | Виктор Чернецкий            | Болевой приём (рычаг локтя)                   | Бойцовское Шоу ГЛАДИАТОР                     | 5 апреля 2014    | 2     | 1:50  | Троицк, Россия           |                                                              |
| Победа    | 6-1    | Беньямин Бринса             | Единогласное решение                          | «Колизей» — «Новая История 2» СК «Юбилейный» | 25 января 2014   | 2     | 5:00  | Санкт-Петербург, Россия  |                                                              |
| Победа    | 5-1    | Флоран Беторангаль          | Единогласное решение                          | Легенда 2: Вторжение                         | 8 ноября 2013    | 3     | 5:00  | Москва, Россия           |                                                              |
| Победа    | 4-1    | Андре де Жезус              | Технический нокаут (удары руками)             | IMMAF — Imbituba MMA Fight 2013              | 13 июня 2013     | 1     | 1:58  | Рио-де-Жанейро, Бразилия | Завоевал титул чемпиона IMMAF в полулёгком весе.             |
| Победа    | 3-1    | Сергей Хандожко             | Технический нокаут (удары)                    | Легенда 1                                    | 25 мая 2013      | 2     | 4:00  | Москва, Россия           |                                                              |
| Победа    | 2-1    | Александр Михайлов          | Болевой приём (рычаг локтя)                   | VMAU — Headhunting                           | 12 ноября 2012   | 2     | 0:52  | Вологда, Россия          | Завоевал титул чемпиона VMAU в лёгком весе.                  |
| Победа    | 1-1    | Тарверди Тарвердиев         | (неизвестно)                                  | VMAU — Headhunting                           | 12 ноября 2012   | 1     | N/A   | Вологда, Россия          |                                                              |

### Любительские бои
| Результат | Рекорд | Соперник  | Способ                                        | Турнир                                | Дата        | Раунд | Время | Место        | Примечание |
| --------- | ------ | --------- | --------------------------------------------- | ------------------------------------- | ----------- | ----- | ----- | ------------ | ---------- |
| Победа    | 1-0    | Али Багов | Технический нокаут (отказ от продолжения боя) | Professional Combat Sambo — World Cup | 3 июня 2014 | 1     | 5:00  | Ялта, Россия |            |